# Ulanara (kinesisk kejsarinna)

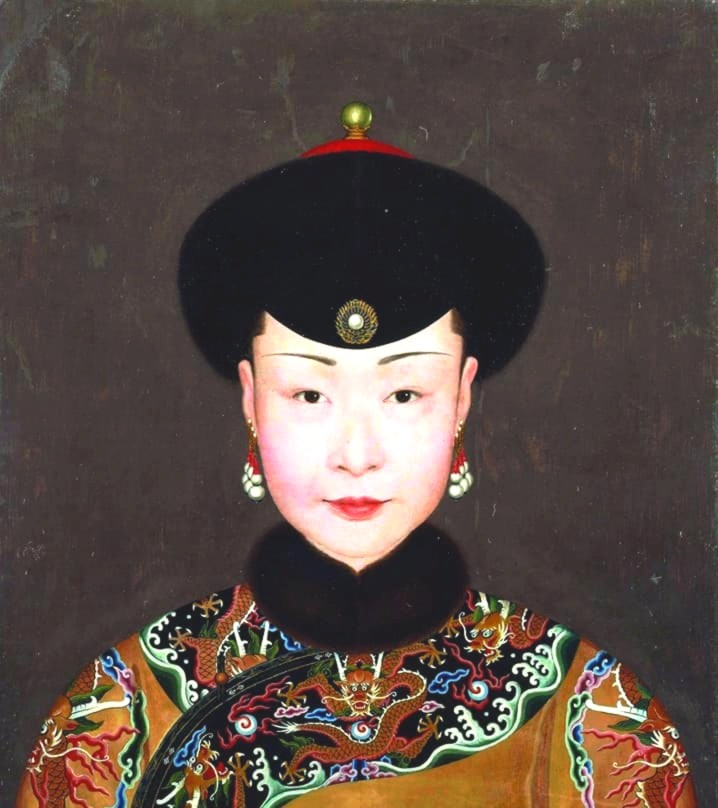
Kejsarinnan Ulanara

Kejsarinnan Ulanara, född 1718, död 1767, kallad "Styvkejsarinnan", var en kinesisk kejsarinna, gift med kejsar Qianlong. Hon var Kinas kejsarinna 1750-1765. 

## Biografi
Ulanara var dotter till Narbu, general av Manchuarméns gula banér. Hon gavs som konkubin till tronföljaren Qianlong innan han blev kejsare. Då Qianlong besteg tronen 1735 gavs hon titeln "Nådiga Gemålen Xian". 
När Kejsarinnan Xiao Xian dog 1748, utsågs hon på änkekejsarinnan Niuhuru, Xiao Sheng Xians uppmaning till "Kejserliga Nådiga Gemålen Xian" och blev chef för hovdamerna, och då sorgeperioden efter den förra kejsarinnan avslutats fick hon 1750 titeln kejsarinna. Hon åtföljde sedan Qianlong på en officiell resa. 
År 1765 åtföljde kejsarinnan Ulanara kejsaren på en resa till södra Kina. Under en middag 28 februari gav kejsaren henne flera gåvor. Då middagen avslutades, drog hon sig tillbaka med bara tre hovdamer, och efteråt visade hon sig aldrig offentligt igen. Hon fördes snabbt tillbaka till Peking, förlorade sin titel och tillbringade sina sista år i skymundan med bara två tjänare. Orsaken till denna plötsliga förändring är okänd och föremål för spekulationer. Det sägs att Ulanara hade klippt av sig håret, vilket var ett sätt att uttrycka sitt hopp om att kejsaren, eller hans mor, skulle dö. Historiker gissar att hon gjorde detta för att protestera mot att kejsaren skulle skaffa sig en ny konkubin på resan. Hon begravdes med rangen av enkel konkubin, utan att ens nämnas i dokumenten, och då en man protesterade mot denna behandling, avrättades han. Hennes namn nämndes aldrig efter detta. 
Ulanara var Quianlongs andra och sista kejsarinna, och den kvinna som var kejsarinna under längst tid i sjuttonhundratalets Kina. Ling (konkubin) fick utföra kejsarinnans uppgifter efter henne, men fick aldrig titeln kejsarinna. Konkubinen  Weijiya gavs titeln kejsarinna av Kina efter Ulanara, men hon fick titeln postumt efter sin död; det skulle dröja över trettio år innan någon annan kvinna fick titeln kejsarinna, då Jiaqing-kejsarens fru Shu Rui, år 1796 utsågs till nästa kejsarinna.